# Панчаят

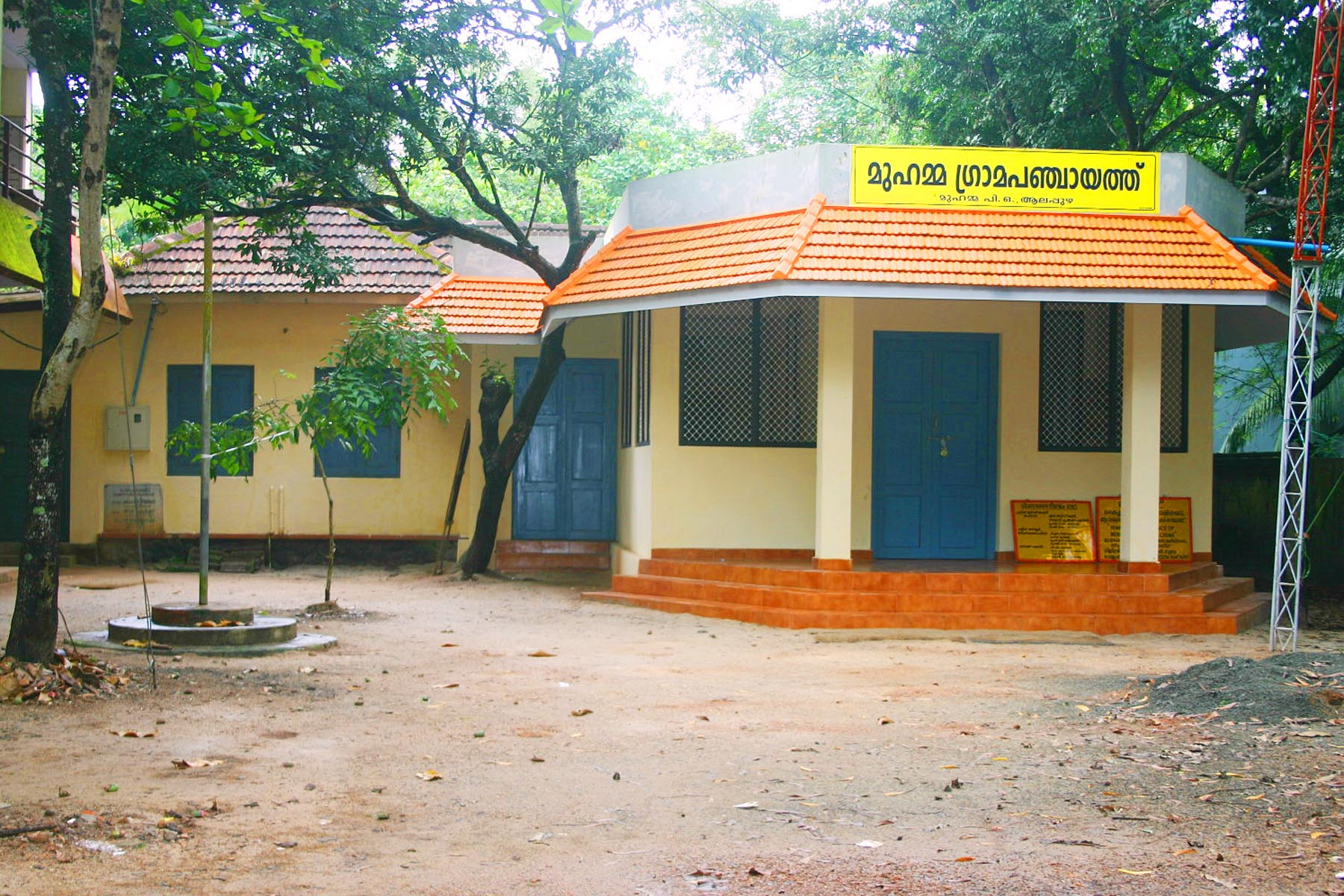
Офис панчаята в Мухамме, Керала

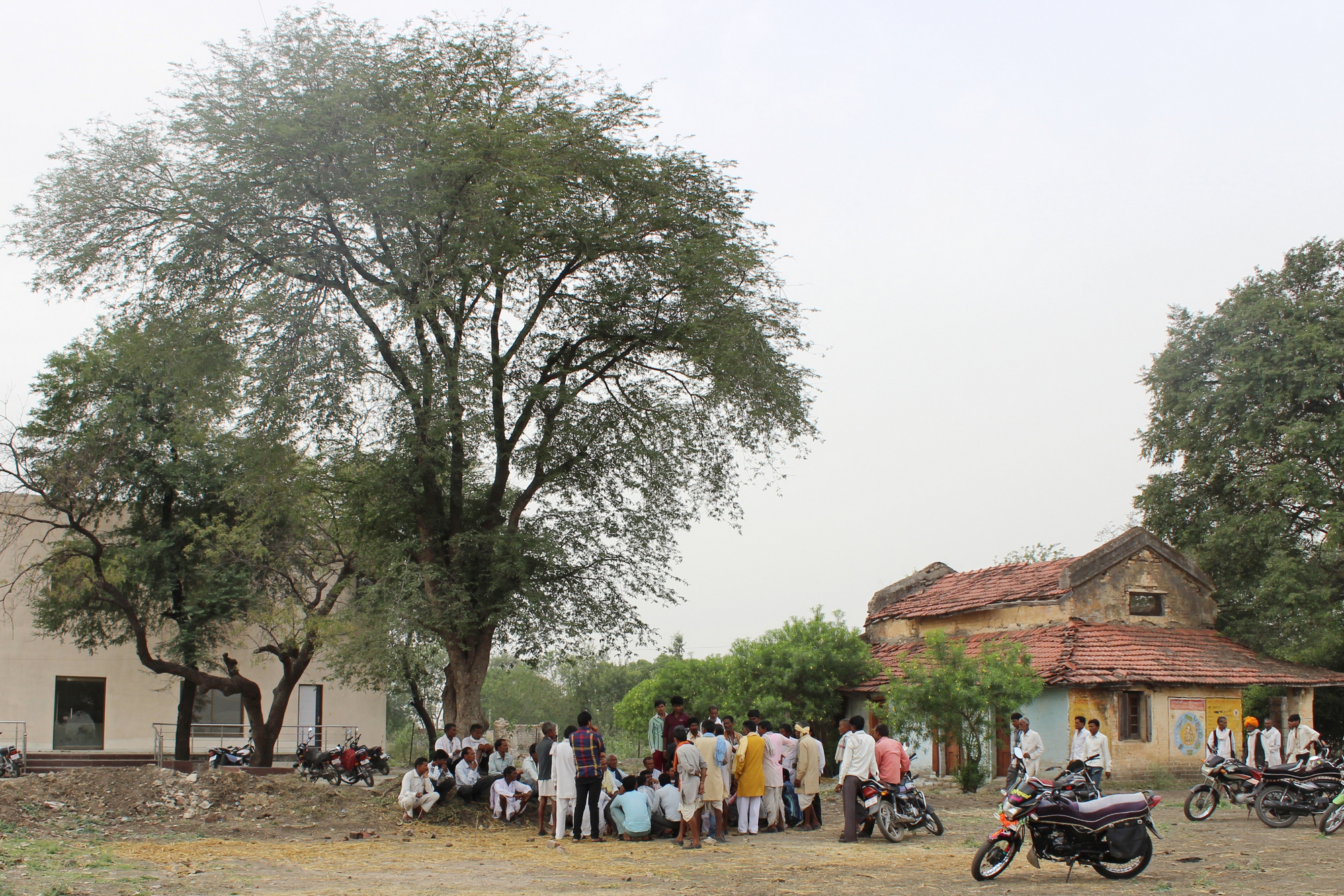
Открытый панчаят близ Нарсинггарха, Мадхья-Прадеш

Панчаят радж — это политическая система в Южной Азии, типичная для Индии, Пакистана, Бангладеш, Шри-Ланки, Тринидада и Тобаго и Непала. Это старейшая система местного самоуправления в Южной Азии, есть исторические упоминания, которые датируют её существованием 250 годом нашей эры. Слово «радж» означает «правительство», а «панчаят» означает «собрание» (аят) пяти (панч). Традиционно панчаяты представляли собой группу мудрых и уважаемых старейшин, выбранных и принятых местным сообществом. Были разные формы этих собраний. Традиционно они проводились для разрешения споров между отдельными людьми и между поселениями.
Глава панчаята часто назывался «мукхия» или «сарпанч», что являлось выборной или общепризнанной должностью. Современный панчаят-радж Индии и грам-панчаяты не следует путать ни с традиционной системой, ни с внеконституционными кхап-панчаятами (или кастовыми панчаятами), существующими в северной Индии.